# Karel Doorman
Karel Willem Frederik Marie Doorman (23. dubna 1889 Utrecht – 28. února 1942 Jávské moře) byl nizozemský námořní důstojník, který dosáhl hodnosti Schout-bij-nacht (nizozemský ekvivalent kontradmirála).
Za druhé světové války vedl východní flotu operující v oblasti asijských kolonií. Vedl tuto flotu a posléze i spojené síly Nizozemí, Spojeného království a jeho dominií a Spojených států (ABDA) v zoufalém boji proti postupujícímu japonskému císařskému námořnictvu, jeho šance však byly od počátku minimální. Zahynul při potopení své vlajkové lodě Hr. Ms. De Ruyter v bitvě v Jávském moři, když loď zasáhla salva japonských torpéd. Je považován za nizozemského námořního hrdinu. Podle Nizozemců zněl poslední rozkaz odeslaný z jeho vlajkové lodi „Ik val aan, volg mij!” („Útočím, následujte mne!“) (podle jiných zdrojů však tento rozkaz zněl pouze „Všechny lodě za mnou!“ a jeho účelem bylo zabránit zmatku ve formaci, od které se odpojoval těžce poškozený HMS Exeter). Bylo po něm pojmenováno několik lodí, viz Hr. Ms. Karel Doorman.